# WCBS电视

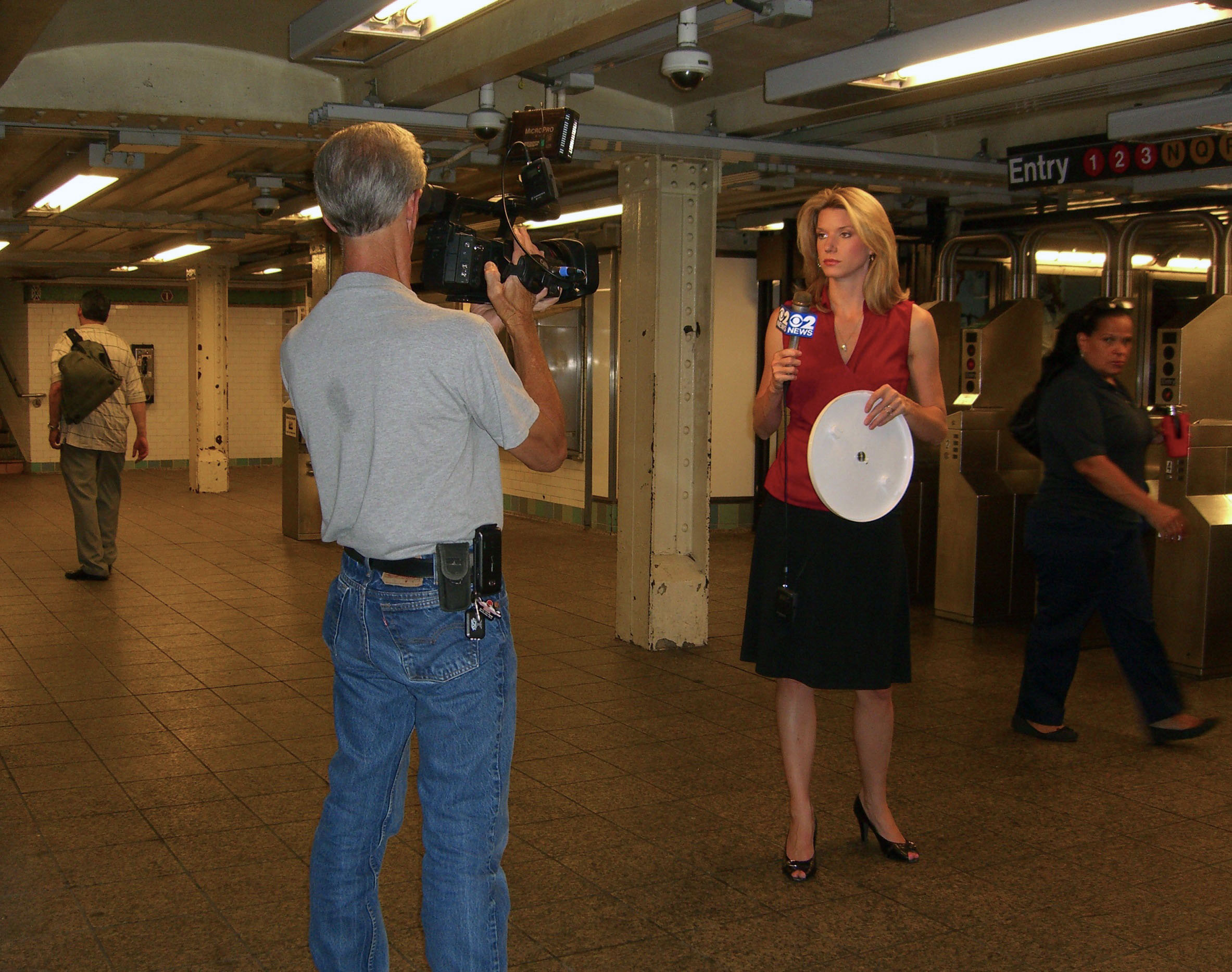
紐約WCBS-TV記者Kathryn Brown於2012年7月19日在時代廣場地鐵站報導北美熱浪侵襲。

WCBS-TV (2频道)，是一家位于纽约市的地面电视台，成立于1931年，隶属于CBS公司。该电台是CBS电视网的旗舰台，其数字地面电视信号覆盖纽约市及新泽西州东北部和纽约州南部，部分地区亦可通过有线电视收看。